# 밀라노 포를라니니역
밀라노 포를라니니 역(이탈리아어: stazione di Milano Forlanini)은 이탈리아 밀라노 람브라테지구 남부 엔리코 포를라니니 대로에 위치한 지상철도역이다. 2015년 밀라노 파산테 철도의 피올텔로 지선 (Piotello)가 개통되면서 개업하였으며, 밀라노 친투라선, 밀라노-베네치아선이 지나간다. 
트레노르드에서 운영을 맡고 있으며 밀라노 교외 철도의 5호선, 6호선, 9호선이 운행된다. 밀라노 지하철 4호선의 포를라니니역이 근처에 있어 환승이 가능하다.

## 운행 노선
밀라노-베네치아선의 일반 여객철도와 더불어 밀라노 교외 철도의 다음 3개 노선이 운영되고 있다.
- 밀라노 교외 철도 S5선 - 바레세~트레빌리오
- 밀라노 교외 철도 S6선 - 노바라~트레빌리오
- 밀라노 교외 철도 S9선 - 사론노~알바이라테

### 환승
역 주변에는 밀라노 교통공사 (ATM)에서 운영하는 연계 대중교통 노선이 있어 쉽게 환승할 수 있다.
- 지하철역 (포를라니니역, 4호선)
- 트램 정거장 (Stazione Forlanini M4 / 27번 노선)
- 버스 정류장

## 같이 보기
- 포를라니니역
- 밀라노 산 크리스토포로역

## 참고 문헌
- Rete Ferroviaria Italiana (2022). 《Fascicolo Linea 36. Linee di cintura e fra le stazioni di Milano》.
- Rete Ferroviaria Italiana (2021). 《Fascicolo Linea 37. Passante ferroviario di Milano》.